# Agonocryptus leurosus
Agonocryptus leurosus är en stekelart som beskrevs av Gupta 1982. Agonocryptus leurosus ingår i släktet Agonocryptus och familjen brokparasitsteklar. Utöver nominatformen finns också underarten A. l. flavosternum.